# Ново-Алексеевский монастырь
Не путать с Новоалексиевским монастырем во Владимире
Ново-Алексеевский монастырь — женский монастырь Русской православной церкви, находившийся на территории Москвы, в Красном Селе. В 2013 году возобновлен с названием Алексеевский ставропигиальный женский монастырь.

## История
Старый Алексеевский монастырь был основан в 1358 году святителем Алексием, митрополитом Киевским и всея Руси, на митрополичьих землях на Остожье (ныне территория Московского Зачатьевского монастыря), первой игуменьей монастыря стала преподобная Иулиания. Это был первый женский монастырь в городе. В XVI веке монастырь был перенесён поближе к Кремлю на урочище Чертолье (ныне территория Xрама Христа Спасителя). Затем ему пришлось ещё раз переехать — в Красное Село; 17 октября 1837 года состоялась встреча в Красном Селе митрополитом Филаретом крестного хода с особо чтимыми иконами Алексеевского монастыря в связи с перемещением монастыря и строительством на его месте храма Христа Спасителя. Этот монастырь получил название Ново-Алексеевского. В 1842 году с разрешения святителя Филарета на территории монастыря было открыто кладбище.
В обители располагались разнообразные мастерские: золотошвейная, иконописная, рукодельная. Количество строений монастыря к началу XX века достигло 42 в том числе четыре храма: Крестовоздвиженский храм, Храм преподобного Алексия, Человека Божия с приделами в честь Грузинской иконы Божией Матери и преподобного Павла Латрийского, Храм Всех Святых с приделом Казанской иконы Божией Матери и больничный храм в честь Архистратига Михаила. Из них до настоящего времени сохранились только храмы в честь преподобного Алексия, человека Божия и Всех Святых.
В 1871 году при монастыре было открыто первое в России женское училище для выходцев из южнославянских стран — Сербии, Болгарии, Черногории. Спустя несколько лет в монастыре учредили училище-приют для девочек-сирот из бедных семей. В 1907 году в Ново-Алексеевской обители проживали 51 монахиня и 24 послушницы.
В 1926 году монастырь был уничтожен. На его месте пролегла автодорога. Крестовоздвиженская церковь была скрыта за строениями Института рыбного хозяйства. Больничный храм был разрушен. Последним священнослужителем монастыря был протоиерей Алексий Афонский.
С 1922 года захоронения на кладбище не проводились. В 1928 году было принято решение о ликвидации кладбища и устройстве на его месте парка. На тот момент кладбище занимало территорию 10 десятин, на нём насчитывалось около 2000 могил. С 17 января по 30 апреля 1929 года проводилась регистрация могил. К концу 1930-х годов кладбище было окончательно ликвидировано.
В 1991 году при сохранившемся храме Всех святых был учреждён приход. В 2010 году при нём было создано сестричество во имя святого Алексия, человека Божия. В 2012 году оно было преобразовано в монашескую общину, которая к 2013 году насчитывала около 20 сестёр.
16 июля 2013 года решением Священного Синода Русской православной церкви монастырь был возрождён как Алексеевский ставропигиальный женский монастырь с храмом в честь Всех святых. Алексеевская церковь осталась приходской (не монастырской).
С 16 июля 2013 года монастырь имеет свой скит с храмом Тихона Задонского в парке Сокольники. Ранее этот храм имел статус приписного к Приходу храма Всех Святых, что в Красном Селе, а с 16 июля 2013 года получил статус приписного к Алексеевскому женскому ставропигиальному монастырю.

## Храмы на территории монастыря

### Храм Алексия, человека Божия
В старом монастыре на Остожье это был двухшатровый храм, построенный в 1634 году, — шедевр архитектуры XVII века. Для его возведения были приглашены ведущие русские архитекторы того времени Антип Константинов и Трифон Шарутинов. Через два года они принимали участие в возведении Теремного дворца в Кремле. Алексеевский храм был разобран в 1838 году во время подготовительных работ, предшествовавших строительству храма Христа Спасителя.
В 1853 году в самом центре монастырских земель был построен новый храм преподобного Алексия, человека Божия. Автором его проекта стал московский архитектор Михаил Быковский. По его же проекту монастырь был обнесён красивой стеной с башнями.
Основной объём храма представляет собой прямоугольник, вытянутый с востока на запад. С восточной стороны он завершается полуциркульными апсидами, а в центре западного фасада расположен ризалит. Храм венчает огромный купол на широком световом барабане, высота которого практически равна высоте основного объёма.
В 2002 году после долгих лет запустения в храме возобновлены богослужения.

### Собор Воздвижения Честного Креста Господня
Построен в 1692 году в Красном Селе. После переезда Алексеевского монастыря в Красное Село, храм с приделом Тихвинской иконы Божией Матери стал первой монастырской церковью. В советское время храм превращен в гражданское сооружение и полностью потерял свой облик: здания храма и ближайших монастырских построек послужили основой для здания Всероссийского института рыбного хозяйства и океанографии (ВНИРО) и встроены в это здание.
В мае 2020 года стало известно, что здание ВНИРО будет передано Русской православной церкви для возрождения обители, а сам институт переедет в более просторное здание на Окружном проезде.

### Церковь Михаила Архангела
Построена в 1879 году по проекту архитектора М. Д. Быковского. 
В канун своего столетия, в 1979 году она была снесена, а на её месте возвели жилой дом.

### Храм Всех Святых
Был заложен 23 августа 1887 года. Достроен 4 года спустя, в 1891 году. Храм строился по проекту архитектора А. А. Никифорова в национально-романтических формах, использующих мотивы русского зодчества XVI—XVII веков. Здание храма выполнено из красного кирпича с элементами белого камня.
Архитектура: однокупольный, двухэтажный, трёхапсидный храм с примыкающей к нему одноярусной «о трех главах» колокольней имеет форму корабля. В верхнем ярусе перехода к колокольне были устроены церковные хоры и келья. Центральный престол храма посвящён всем святым, а правый придел — в честь чудотворного образа Казанской иконы Божией Матери.
В 1991 году Всехсвятский храм был передан Русской православной церкви. С этого времени начались восстановительные работы в самом храме и на прилегающих бывших монастырских территориях. В настоящее время (2009 год) на территории храма закончено строительство часовни в честь иконы Божией Матери «Неувядаемый Цвет», вся территория огорожена новым кирпичным забором с красивыми воротами.
С 2013 года является главным храмом Алексеевского ставропигиального женского монастыря.

### Церковь Алексия Цесаревича
Церковь Алексия Цесаревича при доме-интернате для престарелых «Богадельня цесаревича Алексия» — надстроенный келейный корпус бывшего Алексеевского женского монастыря в Москве. В настоящее время в нём помещается дом-интернат для престарелых «Богадельня цесаревича Алексия» с Алексиевской церковью. Принадлежит Всехсвятскому храму. Надстраивался в 1990-е годы.

## Духовенство
- Николай Романский (1901—1910)

## Некрополь
См. также: Категория:Похороненные на кладбище московского Новоалексеевского монастыря
По числу захоронений выдающихся людей кладбище Ново-Алексеевского монастыря соперничало с гораздо более древними московскими монастырями. Здесь находились могилы историков П. И. Бартенева и А. Ф. Вельтмана, публициста и издателя М. Н. Каткова, поэта А. М. Жемчужникова, мемуариста Ф. Ф. Вигеля, архитектора А. С. Каминского, художников С. К. Зарянко и И. М. Прянишникова, физика П. Н. Лебедева, просветителя А. Л. Шанявского, мецената Надежды фон Мекк. На кладбище находились усыпальницы именитых купцов: Котовых (работы В. М. Васнецова), Алексеевых, Абрикосовых, Перловых, Оловянишниковых, Шустовых, родителей К. С. Станиславского. Некрополь был снесён советской властью в 1930-е годы.